# Moviment indalià

Representació de l'Indalo.

El Moviment indalià és un moviment artístic i cultural sorgit a la ciutat espanyola d'Almeria entre els anys 1943, data del seu primer congrés celebrat en el Cafè Granja Balear, i 1963, quan van celebrar el seu segon i últim congrés. El moviment va ser fundat pel pintor i escultor almerienc Jesús de Perceval (1915–1985). Aquest va constituir al seu moment un revulsiu per a l'apàtica societat almerienca de la postguerra, sent determinant per a la història, la vida i la cultura contemporània de la ciutat.
El moviment rep el seu nom de l'Indalo, un símbol que representa a tota la província d'Almeria, essent molt comú trobar-ho en façanes de cases, en vehicles, etc.

## Història
El moviment va sorgir pocs anys després de finalitzar la Guerra Civil. Aquesta etapa de la postguerra es va caracteritzar per un buit cultural especialment a les arts plàstiques. El moviment va ser fundat pel pintor i escultor d'Almeria Jesús de Perceval en 1945, quan s'inicien les tertúlies en el Cafè Granja Balear i, a partir d'aquest moment, els pintors van construir el seu entramat figuratiu. El punt de partida va ser la diferència cultural d'Almeria, basada en una cultura ancestral i mediterrània.
Agrupats al voltant de la figura de Jesús de Perceval, van reivindicar una regeneració estètica basada en els valors tradicionals del sud d'Espanya enfront dels moviments avantguardistes del nord, la qual cosa es tradueix en una pintura realista moderna capaç de plasmar d'una forma singular el paisatge d'Almeria i a la seva població.

## Membres
Els membres fundadors del moviment indalià es van conèixer com a «grupo de los siete» («grup dels set») ja que va estar format per: Jesús de Perceval, Francisco Alcaraz, Luis Cañadas, Francisco Capulino, Antonio López Díaz, Miguel Cantón Checa i Miguel Rueda.